# Wilczyn
Wilczyn (deutsch Stare Miasto, 1943–1945 Wolfsbergen) ist ein Dorf und Sitz der gleichnamigen Landgemeinde im Powiat Koniński der Wojewodschaft Großpolen in Polen.

## Gemeinde
Zur Landgemeinde Wilczyn gehören weitere 16 Ortsteile mit einem Schulzenamt.
| Biela Dębówiec Głęboczek Gogolina Góry (Flammburg 1943–1945) Kaliska | Kopydłowo (Huflingen 1943–1945) Kownaty Maślaki (Butterholland 1842–1891 und 1939–1945) Ościsłowo Świętne | Wilczogóra (Wolfsbergen 1943–1945) Wilczyn Wiśniewa (Kirschenheim 1943–1945) Wturek Zygmuntowo |

Weitere Ortschaften der Gemeinde sind:
| Cegielnia (Ziegelgrube 1943–1945) Dębówiec-Towarzystwo Gogolina-Parcele Góry-Kolonia Kaliska-Kolonia Kaliska-Parcele Kopydłowo Drugie | Kopydłowo Trzecie Kopydłówek-Parcele Kopydłówek (Ballersbach 1943–1945) Kownaty-Kolonia Kościeszki Kwiatkowo Mrówki | Nowa Gogolina Nowe Kopydłowo Nowy Świat Ostrówek Ościsłowo-Kolonia Stara Gogolina Suchary | Wacławowo Wiśniewa-Kolonia Wturek-Kolonia Wturek-Parcele Wygorzele |